# Stefan Schaub
Stefan Schaub (* 27. April 1952 in Oberkirch) ist ein deutscher Musikpädagoge.

## Leben
Schaub studierte Erziehungswissenschaften, Musikwissenschaft und Psychologie (Diplom 1979) und promovierte 1982 im Fach Musikpädagogik bei Sigrid Abel-Struth in Frankfurt am Main.
Von 1980 bis 1984 war er wissenschaftlicher Mitarbeiter am Institut für Pädagogische Psychologie an der Universität Frankfurt; zwischen 1975 und 1981 war er Mitglied im Vorstand der Deutschen Gesellschaft für Musiktherapie (DGMT e.V.).
1983 gründete er die „Seminare für Klassische Musik“ als Institution der musikalischen Erwachsenenbildung. Die Seminare wenden sich an musikinteressierte Laien und beinhalten die Darstellung musikgeschichtlicher Persönlichkeiten und Epochen und widmen sich der Betrachtung und Analyse musikalischer Meisterwerke.

## Veröffentlichungen
Bücher
- Ewig fernes Paradies. Ein Weg zur Klassischen Musik. Schweizer Verlagshaus, Zürich 1988
- Erlebnis Musik. Eine kleine Musikgeschichte. dtv/Bärenreiter, München/Kassel 1993, ISBN 3-423-30384-0
- Schluß mit Lampenfieber. Ruhe in Streßsituationen. Con Brio, Regensburg 1996
- Musikpädagogik als freier Beruf. Üben & Musizieren, 1998
- Autogenes Training und klassische Musik. Patmos, Düsseldorf 1999
- Hören mit Begeisterung. Ein Weg zum aktiven Musik-Erleben. Atlantis, Mainz 1997 (dazu ein Set mit 4 CDs mit allen Musikbeispielen), ISBN 3-254-00998-3
- Zwanzig Minuten Autogenes Training mit Musik. Eine Basisübung für den Alltag. SfKM 2007, ISBN 978-3-00-020454-8

Begleithefte
- Klassik Kennen Lernen. (CD-Reihe mit Begleitheften). Naxos, Münster 2003–2006:
  - Faszination Klavierkonzert, ISBN 3-89816-133-1
  - Die Sonatenform bei Mozart und Beethoven, ISBN 3-89816-134-X
  - Das Genie Bachs in der Matthäus-Passion, ISBN 3-89816-135-8
  - Beethoven: Die Revolution in seinen Sinfonien, ISBN 3-89816-148-X
  - Musikgeschichte in Klangbeispielen, ISBN 3-89816-168-4
  - Musikalische Architektur: Bach (Passacaglia) & Ravel (Bolero), ISBN 3-89816-192-7
  - Juwelen der Inspiration: Die Klavierkonzerte von Mozart, ISBN 3-89816-193-5
  - Klangmagier der Romantik, ISBN 3-89816-194-3
  - Franz Liszts h-Moll-Sonate auf den Spuren von Schuberts Wandererfantasie, ISBN 3-89816-195-1
  - Faszination Schostakowitsch, ISBN 3-89816-273-7

Zeitschriftenbeiträge
- Experimenteller Wirkungsvergleich von Tongeschlecht und Tempo als Indikatoren musikalischer Stimmung. Musiktherapeutische Umschau; 1, 45–56, 1980
- Untersuchung zum Zusammenhang zwischen Grundstimmung und Musik-Erleben unter klinisch-musikpsychologischem Aspekt. Zeitschrift für Klinische Psychologie und Psychotherapie; 28, 134–142, 1980
- Musik im autogenen Training. Eine experimentelle Untersuchung. Psychotherapie – Psychosomatik – Medizinische Psychologie; 30, 286–292, 1980
- Kleine empirische Untersuchung zur Wirksamkeit handlungsorientierten Musikunterrichts auf den affektiven Lernzielbereich. (zusammen mit B. Schaub). In: K.-E. Behne: Musikpädagogische Forschung, Bd. 1. Laaber: Laaber 1980, S. 84–95
- Der doppelte Aspekt des Musikerlebens als Gegenstand einer interdisziplinären Musikpsychologie. Die Musikforschung; 33, 323–327, 1980
- Zum Einfluß situativer Befindlichkeit auf die musikalische Erwartung. Musikth. Umschau; 2, 267–275, 1981
- Musikalische Grundeinstellung als Indikator zur Schätzung von Musikalität. In: Gieseler, W. & Klinkhammer, R. (Hgg.): Forschung in der Musikerziehung 1981. Mainz: Schott 1982, S. 151–155
- Wie schwer ist „schwere“ Musik? Musica 36; 518–521, 1982
- Die Skala zur musikalischen Grundeinstellung (SMG) Diagnostica; 29, 172–180, 1983
- Skala zur Einstellung gegenüber Klassischer Musik (SKM). Musikth. Umschau; 5, 19–24, 1984
- Methodenbeiträge zur Erforschung des Musik-Lernens. Die Erfassung musikalischen Erlebens und musikalischer Einstellungen und deren Bedeutung für das Konzept der Musikalität. (Musikpädagogik. Forschung und Lehre, Bd. 24, hrsg. v. S. Abel-Struth). Mainz: Schott 1984
- Mozart und das Tourette-Syndrom. Mozarts Persönlichkeitsstruktur im Lichte der Neuropsychologie. Acta mozartiana, 41. Jahrgang, Heft I/II, März 1994